# Eucera alfkeni
Eucera alfkeni là một loài Hymenoptera trong họ Apidae. Loài này được Risch mô tả khoa học năm 2003.